# Ripne, Rojneativ
Ripne (în ucraineană Ріпне) este o comună în raionul Rojneativ, regiunea Ivano-Frankivsk, Ucraina, formată numai din satul de reședință.

## Demografie
Componența lingvistică a comunei Ripne
     Ucraineană (99,27%)
     Alte limbi (0,62%)
Conform recensământului din 2001, majoritatea populației comunei Ripne era vorbitoare de ucraineană (99,27%), existând în minoritate și vorbitori de alte limbi.